# Olympische Jugend-Sommerspiele 2010/Teilnehmer (Österreich)
| Gelbes Symbol für Goldmedaillen mit stilisierten Olympischen Ringen | Graues Symbol für Silbermedaillen mit stilisierten Olympischen Ringen | Braundes Symbol für Bronzemedaillen mit stilisierten Olympischen Ringen |
| ------------------------------------------------------------------- | --------------------------------------------------------------------- | ----------------------------------------------------------------------- |
| 1                                                                   | —                                                                     | 3                                                                       |

Die österreichische Jugend-Olympiamannschaft nahm an den I. Olympischen Jugend-Sommerspielen vom 14. bis 26. August 2010 in Singapur mit 16 Athleten und Athletinnen teil.
Österreich erzielte eine Gold- und drei Bronzemedaillen.

## Medaillen

### Medaillenspiegel
Die Angabe der Anzahl der Wettbewerbe bezieht sich auf die mit österreichischer Beteiligung.
| Rang   | Sportart  | Goldmedaille – Olympiasieger | Silbermedaille – 2. Platz | Bronzemedaille – 3. Platz | Gesamt | Wettbewerbe |
| ------ | --------- | ---------------------------- | ------------------------- | ------------------------- | ------ | ----------- |
| 1      | Segeln    | 1                            | —                         | —                         | 1      | 1           |
| 2      | Triathlon | —                            | —                         | 1                         | 1      | 1           |
| 2      | Kanu      | —                            | —                         | 1                         | 1      | 2           |
| 2      | Judo      | —                            | —                         | 1                         | 1      | 2           |
| Gesamt | Gesamt    | 1                            | 0                         | 3                         | 4      |             |

### Medaillengewinner

#### Gold
| Name        | Sportart    | Wettkampf  |
| ----------- | ----------- | ---------- |
| Lara Vadlau | Segeln      | Byte CII   |
| Alois Knabl | Triathlon * | Mannschaft |

#### Bronze
| Name                | Sportart  | Wettkampf          |
| ------------------- | --------- | ------------------ |
| Christine Huck      | Judo *    | Mannschaft         |
| Christine Huck      | Judo      | Klasse bis 52 kg   |
| Viktoria Wolffhardt | Kanu      | Kajak-Einer Slalom |
| Alois Knabl         | Triathlon | Einzel             |

## Teilnehmer nach Sportarten

### Badminton
| Athleten         | Wettbewerb | Gruppenphase        | Gruppenphase       | Gruppenphase | Gruppenphase | Viertelfinale | Viertelfinale | Halbfinale    | Halbfinale    | Finale        | Finale        | Rang          |
| Athleten         | Wettbewerb | Gegner              | Ergebnis           | Punkte       | Rang         | Gegner        | Ergebnis      | Gegner        | Ergebnis      | Gegner        | Ergebnis      | Rang          |
| ---------------- | ---------- | ------------------- | ------------------ | ------------ | ------------ | ------------- | ------------- | ------------- | ------------- | ------------- | ------------- | ------------- |
| Mädchen          |            |                     |                    |              |              |               |               |               |               |               |               |               |
| Alexandra Mathis | Einzel     | Cee Nantana Ketpura | 0:2 (10:21, 9:21)  | 0:6 (71:126) | 4            | ausgeschieden | ausgeschieden | ausgeschieden | ausgeschieden | ausgeschieden | ausgeschieden | ausgeschieden |
| Alexandra Mathis | Einzel     | Léa Palermo         | 0:2 (19:21, 12:21) | 0:6 (71:126) | 4            | ausgeschieden | ausgeschieden | ausgeschieden | ausgeschieden | ausgeschieden | ausgeschieden | ausgeschieden |
| Alexandra Mathis | Einzel     | Sarah Milne         | 0:2 (11:21, 10:21) | 0:6 (71:126) | 4            | ausgeschieden | ausgeschieden | ausgeschieden | ausgeschieden | ausgeschieden | ausgeschieden | ausgeschieden |

### Judo
| Athleten | Wettbewerb       | Vorrunde       | Vorrunde | Achtelfinale         | Achtelfinale  | Viertelfinale              | Viertelfinale | Halbfinale               | Halbfinale    | Finale        | Finale        | Rang |
| Athleten | Wettbewerb       | Gegner         | Ergebnis | Gegner               | Ergebnis      | Gegner                     | Ergebnis      | Gegner                   | Ergebnis      | Gegner        | Ergebnis      | Rang |
| --- | ---------------- | -------------- | -------- | -------------------- | ------------- | -------------------------- | ------------- | ------------------------ | ------------- | ------------- | ------------- | ---- |
| Jungen |                  |                |          |                      |               |                            |               |                          |               |               |               |      |
| Michael Greiter | Klasse bis 81 kg | Eldin Omerović | 010:000  | Krisztián Tóth       | 000:002       | Repechage: Kevin Fernandez | 110:000       | Repechage: Arpad Szakacs | 000:110       | ausgeschieden | ausgeschieden | 7    |
| Mädchen |                  |                |          |                      |               |                            |               |                          |               |               |               |      |
| Christine Huck | Klasse bis 52 kg | –              | –        | Julia Rosso-Richetto | 001:000       | Xenija Darschuk            | 101:000       | Platz 3: Laura Prince    | 011:000       | Bronze        |               |      |
| Mixed |                  |                |          |                      |               |                            |               |                          |               |               |               |      |
| Barcelona Michael Greiter Julia Rosso-Richetto Subasj Yadav Yu-Chun Wu Maxamillian Schneider Natalia Rak Gulnosa Matnijasowa Bolot Toktogonow | Mannschaft       | Osaka          | 3:5      | ausgeschieden        | ausgeschieden | ausgeschieden              | ausgeschieden | ausgeschieden            | ausgeschieden | 9             |               |      |
| Kairo Christine Huck Neha Thakur Mansurkhuja Muminkhujaev Ioan Visan Andrea Guillen Eldin Omerović Barbara Matić Pedro Pineda                 | Mannschaft       | Birmingham     | 5:2      | Hamilton             | 4:4 (3:2)     | Essen                      | 2:5           | ausgeschieden            | ausgeschieden | Bronze        |               |      |

### Kanu

#### Kanurennsport
| Athleten            | Wettbewerb | Zeitfahren | Zeitfahren | Sechzehntelfinale | Sechzehntelfinale | Hoffnungslauf | Hoffnungslauf | Achtelfinale  | Achtelfinale  | Viertelfinale | Viertelfinale | Halbfinale    | Halbfinale    | Finale        | Finale        | Rang          |
| Athleten            | Wettbewerb | Zeit       | Rang       | Gegner            | Zeit              | Gegner        | Zeit          | Gegner        | Zeit          | Gegner        | Zeit          | Gegner        | Zeit          | Gegner        | Zeit          | Rang          |
| ------------------- | ---------- | ---------- | ---------- | ----------------- | ----------------- | ------------- | ------------- | ------------- | ------------- | ------------- | ------------- | ------------- | ------------- | ------------- | ------------- | ------------- |
| Mädchen             |            |            |            |                   |                   |               |               |               |               |               |               |               |               |               |               |               |
| Viktoria Wolffhardt | K-1 Sprint | DNF        | DNF        | ausgeschieden     | ausgeschieden     | ausgeschieden | ausgeschieden | ausgeschieden | ausgeschieden | ausgeschieden | ausgeschieden | ausgeschieden | ausgeschieden | ausgeschieden | ausgeschieden | ausgeschieden |

#### Kanuslalom
| Athleten            | Wettbewerb | Vorlauf     | Vorlauf | Sechzehntelfinale | Sechzehntelfinale         | Hoffnungslauf | Hoffnungslauf | Achtelfinale  | Achtelfinale              | Viertelfinale       | Viertelfinale             | Halbfinale        | Halbfinale                | Finale     | Finale                    | Rang   |
| Athleten            | Wettbewerb | Zeit        | Rang    | Gegner            | Zeit                      | Gegner        | Zeit          | Gegner        | Zeit                      | Gegner              | Zeit                      | Gegner            | Zeit                      | Gegner     | Zeit                      | Rang   |
| ------------------- | ---------- | ----------- | ------- | ----------------- | ------------------------- | ------------- | ------------- | ------------- | ------------------------- | ------------------- | ------------------------- | ----------------- | ------------------------- | ---------- | ------------------------- | ------ |
| Mädchen             |            |             |         |                   |                           |               |               |               |                           |                     |                           |                   |                           |            |                           |        |
| Viktoria Wolffhardt | C-1        | 1:39,13 min | 3       | Valentina Barrera | 1:37,12 min : 2:07,59 min | –             | –             | Joanna Bruska | 1:38,89 min : 2:02,09 min | Nathalie Grewelding | 1:39,00 min : 1:43,94 min | Pavlina Zasterova | 1:38,23 min : 1:37,02 min | Ajda Novak | 1:37,43 min : 1:37,44 min | Bronze |

### Leichtathletik
Springen und Werfen 
| Athleten      | Wettbewerb     | Qualifikation | Qualifikation | Finale     | Finale | Rang |
| Athleten      | Wettbewerb     | Weite/Höhe    | Rang          | Weite/Höhe | Rang   | Rang |
| ------------- | -------------- | ------------- | ------------- | ---------- | ------ | ---- |
| Mädchen       |                |               |               |            |        |      |
| Kira Grünberg | Stabhochsprung | 3,80 m        | 6             | 3,90 m     | 5      | 5    |
| Ivona Dadic   | Weitsprung     | 5,93 m        | 6             | 5,91 m     | 6      | 6    |

### Ringen
| Athleten      | Wettbewerb       | Gruppenphase    | Gruppenphase | Gruppenphase | Finale / Platz 3         | Finale / Platz 3 | Rang |
| Athleten      | Wettbewerb       | Gegner          | Ergebnis     | Rang         | Gegner                   | Ergebnis         | Rang |
| ------------- | ---------------- | --------------- | ------------ | ------------ | ------------------------ | ---------------- | ---- |
| Mädchen       |                  |                 |              |              |                          |                  |      |
| Martina Kuenz | Klasse bis 70 kg | Karina Stankowa | 0:2          | 2            | Platz 5: Suzan Saeed Ali | 2:0              | 5    |
| Martina Kuenz | Klasse bis 70 kg | Dorothy Yeats   | 0:2          | 2            | Platz 5: Suzan Saeed Ali | 2:0              | 5    |
| Martina Kuenz | Klasse bis 70 kg | Zsanett Németh  | 7:0          | 2            | Platz 5: Suzan Saeed Ali | 2:0              | 5    |

### Rudern
| Athleten        | Wettbewerb | Vorrunde | Vorrunde | Hoffnungslauf | Hoffnungslauf | Halbfinale | Halbfinale | Finale  | Finale | Rang |
| Athleten        | Wettbewerb | Zeit     | Rang     | Zeit          | Rang          | Zeit       | Rang       | Zeit    | Rang   | Rang |
| --------------- | ---------- | -------- | -------- | ------------- | ------------- | ---------- | ---------- | ------- | ------ | ---- |
| Jungen          |            |          |          |               |               |            |            |         |        |      |
| Paul Sieber     | Einer      | 3:29,05  | 5        | 3:36,96       | 4             | 3:43,00    | 1          | 3:36,56 | 3      | 14   |
| Mädchen         |            |          |          |               |               |            |            |         |        |      |
| Jana Hausberger | Einer      | 4:07,85  | 6        | 4:13,68       | 5             | 4:18,94    | 4          | 4:14,74 | 2      | 19   |

### Schießen
Gewehr
| Athleten       | Wettbewerb      | Qualifikation | Qualifikation | Finale        | Finale        | Finale        |
| Athleten       | Wettbewerb      | Punkte        | Rang          | Punkte        | Gesamt        | Rang          |
| -------------- | --------------- | ------------- | ------------- | ------------- | ------------- | ------------- |
| Stefan Rumpler | Luftgewehr 10 m | 576           | 18            | ausgeschieden | ausgeschieden | ausgeschieden |
| Cornelia Enser | Luftgewehr 10 m | 383           | 18            | ausgeschieden | ausgeschieden | ausgeschieden |

### Schwimmen
| Athleten   | Wettbewerb          | Vorlauf     | Vorlauf | Halbfinale  | Halbfinale | Finale        | Finale        | Rang |
| Athleten   | Wettbewerb          | Zeit        | Rang    | Zeit        | Rang       | Zeit          | Rang          | Rang |
| ---------- | ------------------- | ----------- | ------- | ----------- | ---------- | ------------- | ------------- | ---- |
| Jungen     |                     |             |         |             |            |               |               |      |
| Jakub Maly | 100 m Brust         | 1:04,52 min | 8       | 1:04,85 min | 12         | ausgeschieden | ausgeschieden | 12   |
| Jakub Maly | 200 m Schmetterling | 2:03,63 min | 9       | –           | –          | ausgeschieden | ausgeschieden | 9    |
| Jakub Maly | 200 m Lagen         | 2:04,76 min | 11      | –           | –          | ausgeschieden | ausgeschieden | 11   |

### Segeln
| Athleten    | Wettbewerb | Rennen | Rennen | Rennen | Rennen | Rennen | Rennen | Rennen | Rennen | Rennen | Rennen | Rennen | Rennen | Punkte | Rang |
| Athleten    | Wettbewerb | 1      | 2      | 3      | 4      | 5      | 6      | 7      | 8      | 9      | 10     | 11     | M      | Punkte | Rang |
| ----------- | ---------- | ------ | ------ | ------ | ------ | ------ | ------ | ------ | ------ | ------ | ------ | ------ | ------ | ------ | ---- |
| Mädchen     |            |        |        |        |        |        |        |        |        |        |        |        |        |        |      |
| Lara Vadlau | Byte CII   | 5      | 1      | 9      | 1      | 1      | 3      | 4      | 3      | 2      | 5      | 3      | 4      | 27     | Gold |

### Tischtennis
Einzel
| Athleten       | Gruppenphase         | Gruppenphase | Gruppenphase | 2. Runde            | 2. Runde | 2. Runde | Viertelfinale | Viertelfinale | Halbfinale    | Halbfinale    | Finale / Platz 3 | Finale / Platz 3 | Rang |
| Athleten       | Gegner               | Ergebnis     | Rang         | Gegner              | Ergebnis | Rang     | Gegner        | Ergebnis      | Gegner        | Ergebnis      | Gegner           | Ergebnis         | Rang |
| -------------- | -------------------- | ------------ | ------------ | ------------------- | -------- | -------- | ------------- | ------------- | ------------- | ------------- | ---------------- | ---------------- | ---- |
| Jungen         |                      |              |              |                     |          |          |               |               |               |               |                  |                  |      |
| Stefan Leitgeb | Leonardo Mutti       | 3:1          | 2            | Ojo Onaolapo        | 0:3      | 3        | ausgeschieden | ausgeschieden | ausgeschieden | ausgeschieden | ausgeschieden    | ausgeschieden    | 9    |
| Stefan Leitgeb | Avik Das             | 3:0          | 2            | Emilien Vanrossomme | 1:3      | 3        | ausgeschieden | ausgeschieden | ausgeschieden | ausgeschieden | ausgeschieden    | ausgeschieden    | 9    |
| Stefan Leitgeb | Zhe Yu Clarence Chew | 3:2          | 2            | Hampus Soderlund    | 0:3      | 3        | ausgeschieden | ausgeschieden | ausgeschieden | ausgeschieden | ausgeschieden    | ausgeschieden    | 9    |

Mannschaft
| Athleten                           | Gruppenphase                            | Gruppenphase | Gruppenphase | 2. Runde                                      | 2. Runde | Viertelfinale                          | Viertelfinale | Halbfinale    | Halbfinale    | Finale / Platz 3 | Finale / Platz 3 | Rang |
| Athleten                           | Gegner                                  | Ergebnis     | Rang         | Gegner                                        | Ergebnis | Gegner                                 | Ergebnis      | Gegner        | Ergebnis      | Gegner           | Ergebnis         | Rang |
| ---------------------------------- | --------------------------------------- | ------------ | ------------ | --------------------------------------------- | -------- | -------------------------------------- | ------------- | ------------- | ------------- | ---------------- | ---------------- | ---- |
| Mixed                              |                                         |              |              |                                               |          |                                        |               |               |               |                  |                  |      |
| Europa 6 Alex Galić Stefan Leitgeb | Frankreich Celine Pang Simon Gauzy      | 3:1          | 3            | Pan-Amerika 3 Adielle Rosheuvel Rodrigo Tapia | 2:0      | Pan-Amerika 1 Ariel Hsing Axel Gavilán | 2:0           | ausgeschieden | ausgeschieden | ausgeschieden    | ausgeschieden    | 17   |
| Europa 6 Alex Galić Stefan Leitgeb | Interkontinental 3 Lily Phan Luis Mejia | 3:0          | 3            | Pan-Amerika 3 Adielle Rosheuvel Rodrigo Tapia | 2:0      | Pan-Amerika 1 Ariel Hsing Axel Gavilán | 2:0           | ausgeschieden | ausgeschieden | ausgeschieden    | ausgeschieden    | 17   |
| Europa 6 Alex Galić Stefan Leitgeb | Europa 2 María Xiao Emilien Vanrossomme | 0:3          | 3            | Pan-Amerika 3 Adielle Rosheuvel Rodrigo Tapia | 2:0      | Pan-Amerika 1 Ariel Hsing Axel Gavilán | 2:0           | ausgeschieden | ausgeschieden | ausgeschieden    | ausgeschieden    | 17   |

### Triathlon
| Athleten    | Wettbewerb | Schwimmen | Schwimmen | Radfahren | Radfahren | Laufen    | Gesamt       | Rang   |
| Athleten    | Wettbewerb | Zeit      | Wechsel   | Zeit      | Wechsel   | Zeit      | Zeit         | Rang   |
| ----------- | ---------- | --------- | --------- | --------- | --------- | --------- | ------------ | ------ |
| Jungen      |            |           |           |           |           |           |              |        |
| Alois Knabl | Einzel     | 8:39 min  | 0:33 min  | 28:39 min | 0:22 min  | 16:51 min | 55:04,72 min | Bronze |

| Athleten                                                                  | Wettbewerb | Zeit         | Rang |
| ------------------------------------------------------------------------- | ---------- | ------------ | ---- |
| Mixed                                                                     |            |              |      |
| Europa 1 Alois Knabl Eszter Dudas Miguel Valente Gernandes Fanny Beisaron | Staffel    | 1:19:51,42 h | Gold |

### Turnen
| Athleten       | Wettbewerb | Qualifikation | Qualifikation | Finale | Finale | Rang |
| Athleten       | Wettbewerb | Punkte        | Rang          | Punkte | Rang   | Rang |
| -------------- | ---------- | ------------- | ------------- | ------ | ------ | ---- |
| Mädchen        |            |               |               |        |        |      |
| Elisa Hämmerle | Mehrkampf  | 51,350        | 13            | 51,850 | 12     | 12   |